# Polens volleyballlandshold (damer)
Polens volleyballlandshold (polsk: Reprezentacja Polski w piłce siatkowej kobiet) er Polens landshold i volleyball. Holdet blev europæiske mestre i 2003 og 2005. Holdet har også taget sølv ved verdensmesterskabet i 1952 og OL 1964 og 1968.